# Anna Hints
Anna Hints (nacida en Tartu, el 27 de mayo de 1982) es una directora y guionista estonia.

## Biografía
Hints se graduó en el Instituto Wiedemann de Haapsalu, y después estudió en la Universidad de Tartu en 2000-2003 en literatura comparada y folclore, y en 2003-2009 en la Escuela Superior de Arte de Tartu en fotografía. Entre 2010 y 2013 continuó sus estudios en la Escuela de Cine y Medios de Comunicación de la Universidad de Tallin, donde se licenció en dirección cinematográfica, continuando un semestre más con un máster. Desde 2015, Hints es miembro de la Asociación de Cine de Estonia, la Asociación de Escritores de Estonia y la Asociación Audiovisual de Estonia.
Luego de una serie de cortometrajes estrenados entre 2012 y 2021 tales como Free World (2012), Sein (2012), Manifest of Hope (2014), Ice (2018), Juured (2018) y Homme saabub paradiis (2021), algunos de ellos vistos en más de una docena de festivales de cine, estrenó oficialmente su ópera prima en 2023 con el documental La hermandad de la sauna de humo. La misma fue seleccionada como la entrada estonia a la mejor película internacional en la Premios Óscar 2024.

## Filmografía
- La hermandad de la sauna de humo (2023)